# Santi Giovanni Evangelista e Francesco
Il dipinto su tela Santi Giovanni Evangelista e Francesco è opera del pittore, scultore e architetto El Greco (pseudonimo di Domínikos Theotokópoulos (Candia, 1541 – Toledo, 1614).  

## Descrizione
Questo dipinto si trovava in Spagna, a Boadilla del Monte, ed apparteneva alla famiglia dei duchi di Sueca. Nel 1904 passò in eredità ai Ruspoli y Godoy (il ramo spagnolo dei Ruspoli) e arrivò agli Uffizi nel 1975, dove è oggi presentato entro una cornice coeva, dorata e intagliata. Il primo studioso ad occuparsi di questo dipinto è stato il Cossio, nel 1908. Il tema è stato ripreso dal Wethey che nel 1962 ha pubblicato un catalogo commentato dell'opera di El Greco, in due volumi.
Al centro, sopra un sasso, si legge la firma dell'autore in caratteri greci: Dominicos Théotokopulos epoiese. I due santi sono rappresentati a piedi nudi sopra un terreno sterile, spoglio e sassoso. San Giovanni Evangelista, accompagnato dal suo simbolo, l'aquila, tiene in mano un ricco calice d'oro con dentro la sua testa mozzata.
Nelle opere della maturità, El Greco trasfigurava l'anatomia umana e le sue figure diventavano sempre più alte magre e ieratiche, rese quasi incorporee nelle loro vesti e inserite in composizioni nude di particolari e verticalmente allungate. Un forte turbamento spirituale lo aveva reso il pittore più rappresentativo della profonda religiosità spagnola, nel periodo della Controriforma.
Sulla stesso soggetto di questi due santi, Pietro Lorenzetti aveva dipinto la Madonna col Bambino tra i santi Francesco e Giovanni Evangelista.

### Restauro
Il dipinto è stato restaurato da Lisa Venerosi Pesciolini nel 2010 ed analizzato tramite radiografia, riflettografia ed analisi dei materiali da Art-Test Firenze. I risultati delle analisi  confermano la piena autografia della pittura. Il dipinto con lo stesso soggetto, adesso al Prado di Madrid, viene considerato opera di bottega e derivato da questo dipinto.